# Resultados do Carnaval de Pelotas em 2010
Resultados do Carnaval de Pelotas em 2010. A campeã do grupo especial foi a escola General Telles com o enredo; Em festa de bamba, o teatro vira samba.

## Escolas de samba
| Grupo Especial | Grupo Especial            | Grupo Especial  | Grupo Especial |
| Colocação      | Escola                    | Pontos          | Ref.           |
| -------------- | ------------------------- | --------------- | -------------- |
| 1º             | General Telles            | 179,3           | [ 2 ]          |
| 2º             | Estação Primeira do Areal | 177,6           | [ 2 ]          |
| 3º             | Unidos do Fragata         | 175,1           | [ 2 ]          |
| 4º             | Academia do Samba         | 172,6           | [ 2 ]          |
| *              | Imperatriz da Zona Norte  | Desclassificada | [ 2 ]          |
| *              | Ramiro Barcellos          | Desclassificada | [ 2 ]          |

## Escola mirim
| Colocação | Escola                   | Pontos | Ref.  |
| --------- | ------------------------ | ------ | ----- |
| 1º        | Princesa Isabel          | 158,4  | [ 3 ] |
| 2º        | Acadêmicos da Lagoa      | 157,7  | [ 3 ] |
| 3º        | Brilho do Sol            | 157,5  | [ 3 ] |
| 4º        | Explosão do Futuro       | 157,2  | [ 3 ] |
| 5º        | Mocidade do Simões Lopes | 156,8  | [ 3 ] |
| 6º        | Mocidade do Obelisco     | 156,50 | [ 3 ] |
| 7º        | Ramirinho                | 148,2  | [ 3 ] |
| 8º        | Águia de Ouro            | 0,0    | [ 3 ] |

## Blocos burlescos
| Colocação | Bloco                  | Pontos | Ref.  |
| --------- | ---------------------- | ------ | ----- |
| 1º        | Bafo da Onça           | 50     | [ 4 ] |
| 2º        | Bruxa da Várzea        | 49,2   | [ 4 ] |
| 3º        | Tesouras da Tiradentes | 48,9   | [ 4 ] |
| 4º        | Mafa do Colono         | 46,5   | [ 4 ] |
| 5º        | Gaviões do Pestano     | 46,5   | [ 4 ] |
| 6º        | Linguarudas da Várzea  | 45,5   | [ 4 ] |
| 7º        | Candinhas da Cerquinha | 25     | [ 4 ] |

## Bloco infantis
| Colocação | Bloco                   | Pontos | Ref.  |
| --------- | ----------------------- | ------ | ----- |
| 1º        | Alegria e Samba         | 98     | [ 5 ] |
| 2º        | Vale a Pena Ver de Novo | 92,6   | [ 5 ] |
| 3º        | Águia Branca            | 92,3   | [ 5 ] |

## Bandas carnavalescas
| Colocação | Banda                   | Pontos | Ref.  |
| --------- | ----------------------- | ------ | ----- |
| 1º        | Ki-Bandaço              | 80     | [ 6 ] |
| 2º        | Entre a Cruz e a Espada | 78,9   | [ 6 ] |
| 3º        | Dona da Noite           | *      | [ 6 ] |
| 4º        | Meta                    | *      | [ 6 ] |
| 5º        | Leocádia                | *      | [ 6 ] |
| 6º        | Ki Folia                | *      | [ 6 ] |
| 7º        | Girafas da Cerquinha    | *      | [ 6 ] |
| 8º        | Lobos da Cerca          | *      | [ 6 ] |